# Lemboumbi-Leyou
Le Lemboumbi-Leyou est un département de la province du Haut-Ogooué au Gabon.
Son chef-lieu est la ville de Moanda.

## Divisions administratives
- Commune de Moanda 	 	(env. 42 703 hab.)
- Canton Lébombi-Lékédi	 	 	 	(env. 3 104 hab.)
- Canton Lékédi-Leyou	 	 	 	(env. 2 389 hab.)
- Commune de Mounana	 	 	 	(env. 5 725 hab.)

## Sources
géohive.com, consulté le 18 décembre 2011.
ga.geoview.info, consulté le 20 décembre 2014